# Derdemachtswortelwet
De derdemachtswortelwet is een observatie in de politieke wetenschap dat het aantal leden van een eenkamerige wetgevende macht, of van het lagerhuis van een tweekamerige wetgevende macht, ongeveer gelijk is aan de derdemachtswortel van de bevolking die wordt vertegenwoordigd. De regel werd bedacht door de Estse politicoloog Rein Taagepera in zijn artikel uit 1972 "The size of national assemblies".

## Nederland
Sinds 1956 telt de Tweede Kamer 150 leden. Als Nederland de derdemachtswortelregel zou toepassen, zou het parlement 262 leden tellen, gebaseerd op een bevolkingsomvang van 18.045.532 vastgesteld op het einde van het jaar 2024.
De wet heeft in 2023 bijgedragen aan een voorstel van de ChristenUnie en Volt Nederland om de omvang van de Tweede Kamer te vergroten, zodat het aantal Kamerleden in de buurt zou komen van de derdemachtswortel van de bevolkingsomvang. Tegengesteld hieraan werd in 2010 door de VVD, CDA en de PVV een voorstel ingediend om de Tweede Kamer te verkleinen naar 100 zetels.

## Landenvergelijking
Van de OESO-landen is Litouwen het enige land dat voldoet aan de wet van de derdemachtswortel. Bovendien komen Denemarken, Canada en Mexico dicht bij de regel. Sommige van deze landen (zoals Duitsland) hebben overhangzetels in een gemengd evenredig kiesstelsel, waardoor de omvang van hun parlementen tussen verkiezingen aanzienlijk kan variëren.